# 1780년대
1780년대는 1780년부터 1789년까지를 가리킨다.

## 사건과 동향
- 1789년 - 프랑스, 프랑스 혁명이 일어남.